# 1996 en jeu
Chronologie du jeu
- 1992
- 1993
- 1994
- 1995
- 1996
- 1997
- 1998
- 1999
- 2000

Cet article présente les faits marquants de l'année 1996 concernant le jeu.

## Évènements

### Compétitions
- Juin : l’Américain Pitt Crandlemire remporte le VIe championnat du monde de Diplomatie à Columbus devant les Suédois Leif Bergman et Björn von Knorring.
- 11 juillet : le Russe Anatoli Karpov remporte le championnat du monde « FIDE » des échecs à Elista.
- 10 novembre : le Japonais Takeshi Murakami remporte le XXe championnat du monde d’Othello à Tokyo.

## Sorties
- d6 System, George R. Strayton, West End Games
- Deadlands, Shane Hensley, Pinnacle Entertainment Group
- Palladium Fantasy Role-Playing Game 2e édition, Kevin Siembieda et Erick Wujcik, Palladium Books